# 이븐 알하이삼
아부 알리 알하산 이븐 알하산 이븐 알하이삼(아랍어: أبو علي، الحسن بن الحسن بن الهيثم Abū ʿAlī al-Ḥasan ibn al-Ḥasan ibn al-Haytham[*], 965년 7월 1일~1040년 3월 6일)은 아랍인 과학자이며,  물리학, 천문학, 수학, 안과학, 철학, 공학, 과학적 방법 등의 광범위한 과학분야에 걸쳐서 수많은 업적을 남겼고 신학에 관한 연구도 했다. 특히 그는 광학 이론에 가장 큰 공헌을 했는데, 광학과 시각의 연구에 대한 책인 《광학의 서》는 1270년 라틴어로 번역되어서 출판되기까지 했다. 그는 저서에서 빛이 사실 물체로부터 우리 눈에 들어오기 때문에 우리가 물체를 볼 수 있다는 새로운 광학 이론을 제시하면서, 기존의 에우클레이데스와 프톨레마이오스의 이론에 반대하기도 했다. 그 외에도 눈의 구조, 빛의 반사와 굴절, 렌즈, 무지개, 대기 굴절과 같은 이론들을 발표해서 광학에 큰 영향을 끼치게 되었고, 유럽에까지 널리 퍼지게 되었다. 그의 광학에 대한 공헌 때문인지, 이븐 알하이삼은 중세 유럽에서 '제2의 프톨레마이오스'(Ptolemaeus Secundus) 혹은 '물리학자'라고 불리기도 한다.
서양에서는 라틴식 이름인 알하젠(라틴어: Alhazen) 또는 알하첸(라틴어: Alhacen)으로 알려져 있으며, 출생지인 바스라를 따서 알바스리(아랍어: البصري)라고 불리기도 한다.
965년에 현재의 이라크 바스라에서 태어났으며, 주로 이집트의 카이로에서 살다가 76살의 나이에 죽었다. 이븐 알하이삼은 자신의 공학적 지식을 현실에 적용시킬 수 있다는 확신을 가지고 있었고, 나아가 나일강의 홍수를 조절할 수 있다고 생각했다. 그러나 파티마 왕조의 여섯 번째 칼리프였던 알하킴 비아므르 알라가 나일 강의 홍수를 조절하는 일을 지시하고 나서 얼마 후 그는 그 일이 불가능하다는 것을 알게 되었고, 공학자로서는 은퇴했다. 그 일로 인해서 자신의 목숨에 위협을 느꼈기 때문에 알하이삼은 미친 척했고, 가택 연금되었다. 이븐 알하이삼은 가택 연금된 동안과 연금 기간이 끝난 후 죽을 때까지 과학에 몰두했다.

## 일생

### 생애
이슬람의 황금기 동안 바스라는 "배움의 시작의 열쇠"였고 알하이삼은 아바스 왕조의 수도였던 바그다드에서 교육받았다. 그는 부예조의 영내에 있는 동안 공무원으로 근무했고, 신학과 과학에 관련된 책들을 많이 읽었다.

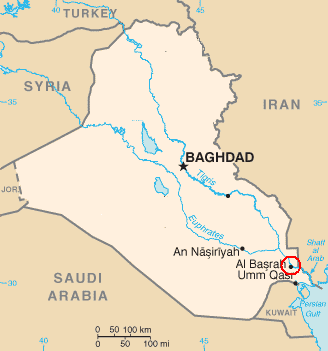
현재 바스라의 위치

알하이삼의 원래 관심사는 과학과 기술이 아니었다. 그는 행정가였다. 초기 알하이삼의 관심사는 종교였고, 여러 종교를 연구하기도 했다. 하지만 그는 종교적인 교리들이 서로 상충됨을 알고 나서 종교에서 진리를 찾겠다는 희망을 포기했다. 행정가로서의 알하이삼은 생활 세계를 개선하기 위한 도구 설계에 지대한 관심을 가졌고, 이러한 관심이 결국 다양한 거울 및 렌즈의 연구로 이어졌다.
또한 공학자로서도 알하이삼은 명성이 있었다. 그의 업적 중 하나는 나일강의 홍수를 조절하기 위해서 현재의 아스완 댐이 있는 자리에 댐 공사를 계획한 일이다. 하지만, 그는 현장 작업을 시작한 후에 그 계획이 현실성이 없다는 것을 깨닫고, 이집트의 최고 주권자인 칼리프의 분노와 처벌이 두려워 미친 척을 했다. 결국 그는 1011년부터 칼리프가 죽은 1021년까지 가택 감금을 당했는데, 이 동안 그는 광학에 대한 책인 《광학의 서》를 서술했다. 가택 감금이 끝난 후에도 그는 물리학, 천문학, 수학에 관한 연구들을 했고 논문을 썼다. 그는 후에 이슬람 스페인에 여행을 갔는데, 이 기간 동안 그는 천문학, 수학, 물리학, 의학, 당대 실험 과학 방법에 대해 충분한 시간을 가지고 연구를 할 수 있었다.
어떤 전기 작가들은 알하이삼이 바스라에서 미친 척하고 지냈을 거라고 말하고, 어떤 이들은 시리아로 도주해서 바그다드로 갔을 거라고 말한다. 하지만 확실한 것은 그는 1038년에 이집트에 있었다는 것이다. 그는 그동안 '지혜의 집', 혹은 '다르 알일므(아랍어: دار العلم)'라고 알려진 알아즈하르 대학교와 인연을 맺게 되었다.

### 업적
알하이삼은 광학, 천체물리학, 과학적 방법론에서 많은 업적을 남겼다. 알하이삼이 광학에 이루어 놓은 업적에 의해 실험이 새로이 강조되기도 하였다. 그의 연구 결과는 물리학, 특히 광학에 엄청난 영향을 끼쳤고, 광학의 이론과 실험의 새로운 시대를 열었다고 할 만큼 높은 존경을 받고 있다.
또한, 그의 업적을 라틴어로 번역한 책인, 《광학의 서(키탑 알마나지르)》는 서양 과학에 큰 영향을 끼쳤다. 그의 천문학과 광학 이론은 형이상학과도 긴밀하게 연관되어 있으며, 서양 중세 광학 이론의 근본이 되었다. 그의 연구는 후에 많은 학자들에게 영향을 끼쳤는데, 로저 베이컨은 《광학의 서》에서 큰 영향을 받아 자신의 저작에서 알하이삼의 이름을 인용하였고, 요하네스 케플러도 그의 영향을 받았다. 알하이삼의 거울의 광학에 대한 연구는 거의 대부분 구형거울, 포물경과 구면 수차에 대한 것이었다. 그는 입사각과 반사각이 항상 일정한 것이 아니라는 관찰을 했고, 렌즈의 배율에 대해서도 밝혀냈다. '알하젠의 문제'라고 불리는 문제도 그가 거울 광학에 남긴 업적 중 하나이다.
한편 이슬람 세계에서는 알하이삼의 업적이 이븐 루슈드가 광학에 대한 글을 쓰는 데 영향을 끼쳤다.또한 페르시아인 과학자 카말 앗딘 알파리시에 의해 《광학의 서》가 나중에 《광학의 서 개정판(키탑 탄끼흐 알마나지르)》이라는 책으로 다시 쓰여지면서 더 많이 알려지고 발전되었다. 알하이삼의 《광학의 서》를 기반으로 하여 알파리시와 디트리히 폰 프라이베르크는 14세기에 무지개 현상에 대한 올바른 설명도 해냈다. 그 둘이 해낸 일은 오스만 제국의 타끼 앗딘이 1574년에 쓴 책인 《시각의 눈동자의 빛, 시야의 진리의 빛의 서》라는 책에서 더 심화되었다. 이븐 알하이삼은 약 200여권이 넘는 책을 썼으나, 55권 정도만 남아 있고, 거의 대부분 아직 아랍어에서 번역조차 되지 않았다. 광학에 대한 일부 논문은 라틴어 번역본으로만 남아 있을 뿐이다. 다행히도 중세에 그의 천문학 책은 라틴어, 히브리어 등의 언어로 번역되었다.
이븐 알하이삼의 뛰어난 업적을 기려, 달에 있는 크레이터 알하젠과, 소행성 59239 알하젠에 '알하젠'이라는 이름이 붙여졌다. 뿐만 아니라 아가 칸 대학교(파키스탄)에서는 안과학 학과장을 '이븐 알하이삼 교수 및 안과학장'이라고 명명하고 있다. 알하이삼은 1982년에는 이라크의 10 디나르 지폐에, 2003년에는 1만 디나르 지폐에 얼굴이 새겨지기도 했다. 사담 후세인이 이라크에서 생화학 무기를 생산한다고 UN이 추측했던 연구 시설에도 알하이삼의 이름이 붙여졌다.

## 광학의 서

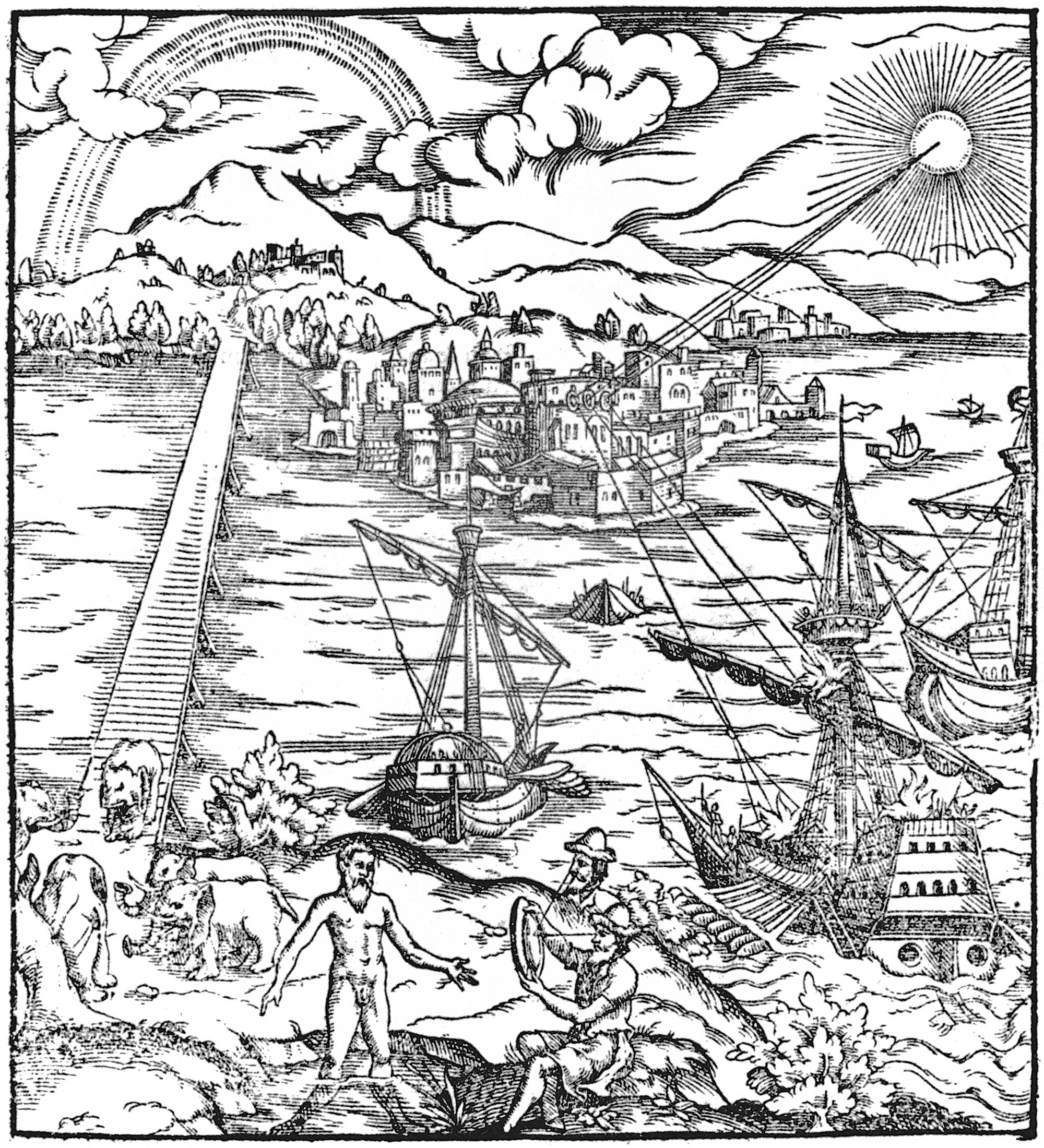
1572년 프리드리히 리스너가 출판한 《광학의 서》 중 일부

알하이삼의 가장 유명한 저서는 1011년부터 1021년 사이에 쓰여진 알하이삼의 일곱 번째 저서이자 광학에 대한 책인 《광학의 서》이다. 《광학의 서》는 12세기 말에서 13세기 초에 어떤 학자에 의해 라틴어로 번역되었고,1572년에는 독일의 수학자이자 광학자인 프리드리히 리스너(Friedrich Risner)에 의해서 출판되었다. 리스너는 서양에 '알하첸(Alhacen)'으로 알려져 있던 알하이삼의 이름을 '알하젠(Alhazen)'이라고 고치기도 했는데, 사실 '알하첸'이 보다 정확한 옮김이었다. 《광학의 서》는 서유럽과 아랍 세계를 가릴 것 없이 중세에 엄청난 명성을 얻었다.
그 외에 알하이삼이 남긴 기하학에 관한 논문들을 E. A. 세디요(Sedillot)가 1834년에 파리 국립 도서관에서 찾아냈다. 옥스퍼드의 바들리언 도서관(Bodleian Library)이나, 레이던에 있는 도서관에 보관되어 있는 다른 원고도 있다.

### 시각에 대한 이론
시각에 관한 주요한 두 가지 이론은 고전시대에 나타났다. 첫 번째 이론인 방출 이론은 에우클레이데스와 프톨레마이오스가 주장하였는데, 눈에서 빛이 나감으로써 시각이 작용한다는 이론이었다. 두 번째 이론인 흡수 이론은 아리스토텔레스와 그를 따르는 사람들이 주장한 이론으로서 물체로부터 눈에 들어오는 어떤 물리적인 것에 의해서 물체를 볼 수 있다는 이론이었다. 그러나 알하이삼은, 시각은 눈에서 빛이 나오는 것도, 물리적인 어떤 것이 들어오는 것도 아니라고 주장했다. 그는 우리가 눈을 뜨자마자 멀리 있는 별에 우리 눈에서 나온 빛이 도달할 수 없다는 사실과 아주 밝은 빛을 봤을 때 눈이 부시거나 아프다는 사실을 그 근거로 들었다. 대신 알하이삼은 빛이 물체의 각 지점으로부터 어떻게 우리 눈까지 올 수 있는가를 설명한 성공적인 이론을 완성하고, 그것을 실험으로 증명했다. 고대 그리스 학자들과 달리, 알하이삼은 태양 등에서 나오는 광채 모두를 동일한 빛으로 간주했다. 그는 빛의 진행 방향과 굴절 등의 속성이 빛의 원천과는 무관하다고 여겼기 때문이다. 이 점은 빛의 진행 방향과 굴절 자체가 과학적 탐구 대상이 될 수 있다는 기하광학의 기초 가정이다. 그의 기하광학과 시각, 사진술에 대한 연구는 현대 광학의 기초를 이루게 되었다.
뿐만 아니라 알하이삼은 빛이 직선으로 움직인다는 것을 증명했고, 렌즈와 거울을 써서 굴절과 반사 실험을 했다. 그는 기하광학의 기본인 굴절과 반사를 수직과 수평 성분으로 나누어 연구한 최초의 사람이다. 알하이삼은 자신의 빛의 굴절에 대한 모델을 스넬의 법칙과 유사할 만큼 확장했으나, 스넬의 법칙과 같은 결과를 얻을 만큼 모델을 열심히 발전시키지는 않았다.
알하이삼은 또한 카메라 옵스큐라에 옳은 설명을 한 최초의 사람이다.아리스토텔레스, 알렉산드리아의 테온, 킨디, 묵자는 일찍이 작은 구멍을 통과하는 단일 광선에 대해서 묘사한 적이 있지만, 그 중 아무도 상이 구멍을 통과해서 스크린에 맺히는 상에 대해서는 묘사한 적이 없었다. 알하이삼은 이 내용을 넓은 지역에서 여러 가지 종류의 광원을 가지고 한 램프 실험을 통해서 최초로 증명했다. 즉, 그는 외부의 상들을 사진기 안의 스크린에 모두 담는데 성공한 최초의 사람이었다.
《광학의 서》는 물리 광학뿐만 아니라, 생리적 광학에 대해서도 이야기했다. 알하이삼은 빛의 진행과 반사 문제를 눈의 해부학적 구조와 연관시켜 구체적으로 연구한 최초의 인물이었다. 그는 시각 경험과 같은 인간의 경험이 과학적으로 탐구 가능한 객관적인 인과 기반에 근거하고 있다고 믿고 연구했다. 시각 경험이 빛의 굴절과 반사에 의존적이라는 사실을 알게 된 알하이삼은 말년에 착시 현상에도 지대한 관심을 쏟았다. 착시 현상을 연구함으로써 시각 경험이 빛의 굴절과 반사에 얼마나 의존적인지를 규명하고 싶어 했기 때문이다. 뿐만 아니라 알하이삼은 약학, 안과학, 해부학, 그리고 갈레노스의 생리학에 대해서도 언급했고, 시각을 얻는 과정과 눈의 구조, 눈에 상이 맺히는 것, 그리고 시각계에 대해서까지 설명했다. 또한, 헤링의 동일 신경 분포의 법칙, 수직 단시 궤적(horopter), 양안 시안차에 대해서 묘사했고, 양안시, 운동 지각과 아리스토텔레스, 에우클레이데스와 프톨레마이오스가 논의한 단시 궤적에 대한 이론을 발전시켰다.
알하이삼이 해부학에 남긴 가장 큰 업적은 눈의 해부 구조가 광학과 어떻게 상호 연관돼서 작용하는지에 대해 서술한 것이다. 그는 카메라 옵스큐라를 이용한 실험과 눈의 해부학적 구조와 광학을 이용해서 생리학적인 광학의 기초를 만들었다. 그의 실험에서 그는 작은 구멍을 통해서 들어온 상이 뒤집힌다는 것을 통해서 그는 동공은 작은 구멍이며, 우리 눈에서도 역시 상이 뒤집힐 것이라고 생각했다. 상이 맺히는 것에 관해 그는 이븐 시나가 수정체가 빛의 수용체라고 말한 잘못된 학설에 동의하긴 했지만, 망막이 그 수용 과정에 관계된다는 점을 올바르게 지적했다.

### 과학적 방법

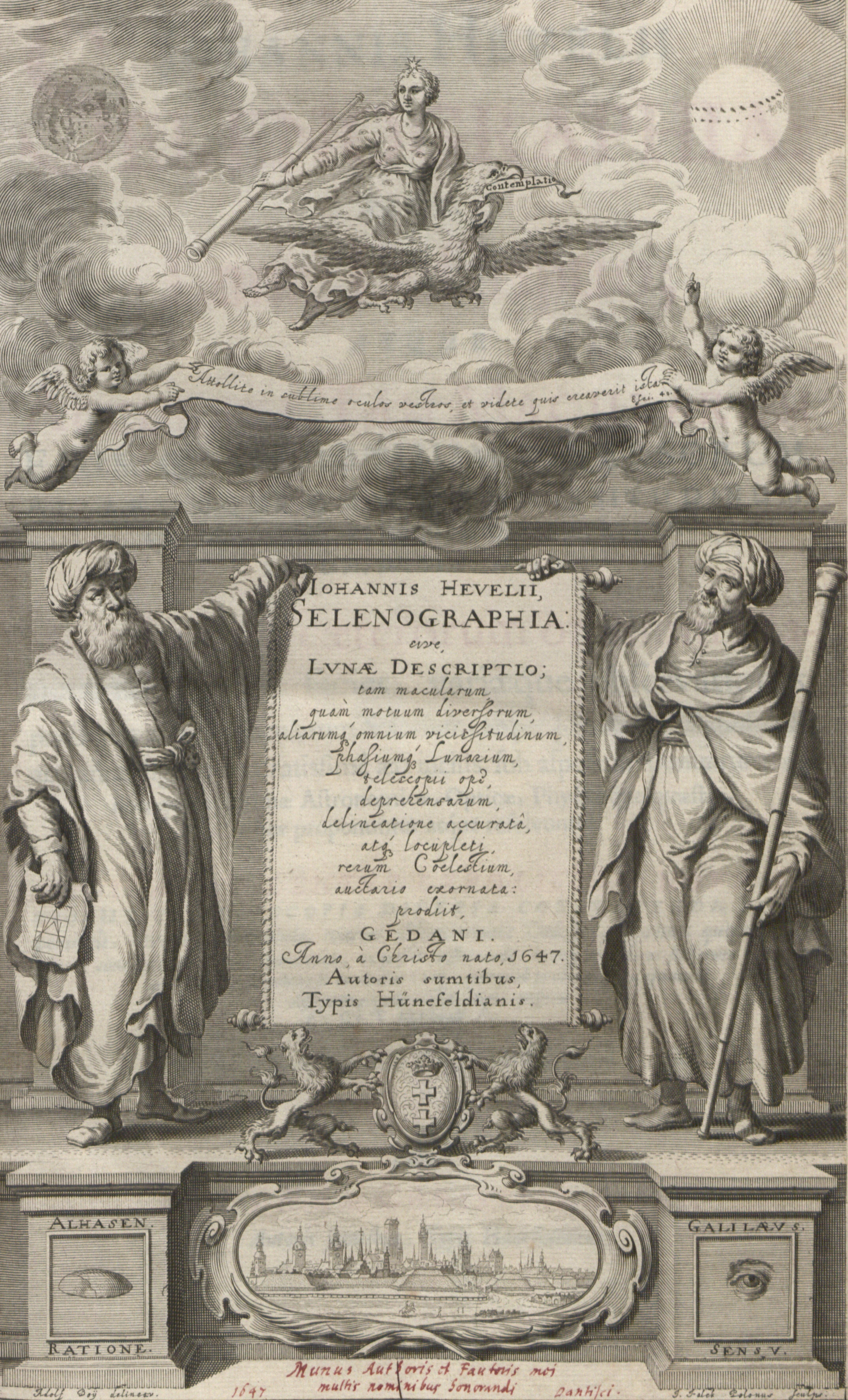
이븐 알하이삼은 이성을, 갈릴레오는 감각을 나타내고 있는 헤벨리우스의 월면도

신경학자인 로산나 고리니는 “과반수의 역사학자들에 따르면, 알하이삼이 현대 과학적 방법의 선구자이다.”라고 말했다. 알하이삼은 이론적인 가설과 귀납적 추론을 증명하기 위한 실험의 통제 방법을 개발했다. 알하이삼은 과학이 단순 관찰로만 성립할 수 없다고 여겼다. 그는 실험이라는 '창조적 도구 사용 방법'을 통해서만이 자연의 질서에 관한 지식을 얻을 수 있다고 여겼다. 여기에는 과학적 가설이 실험 행위를 통해 발견될 어떤 것이라는 관점이 깔려 있다.
알하이삼의 광학 연구와 관련된 내용과 실험들은 실험의 체계 및 방법론과 연관되어 있다. 뿐만 아니라 그의 실험의 방향은 기존의 물리학과 수학을 결합해서 과연 과학 연구에서 가설 연역적 방법이 어떻게 쓰일지에 초점을 맞추고 있다. 이 수리물리학적 접근은 책 《광학의 서》와 시각, 빛과 색채에 관한 연구에서뿐만 아니라 반사 광학과 구면 광학과 같은 알하이삼의 연구 대부분에 사용되었다. 알하이삼의 업적은 나중에 카말 앗딘 알파리시가 쓴 《광학의 서 개정판》에서 좀 더 발전되었다.
또한 오컴의 면도날 개념이 《광학의 서》에도 나온다. 예를 들어, 빛이 광원으로부터 만들어져서, 혹은 그 빛이 반사되어서 눈으로 들어온다는 개념을 확립하고 나서 그는 “빛의 방출 이론은 더 이상 쓸모없다”라고 말했다.

### 알하젠의 문제
《광학의 서》 5권에 알하젠의 문제로 알려진 반사에 대한 논의가 있다. 이는 프톨레마이오스가 처음으로 제기한 것으로, 평면상에 한 원과 두 점이 주어져 있을 때, 두 점에서 원주상의 같은 한 점으로 두 선분을 긋고, 이 원주상의 점에서 원주에 수직한 직선을 그어 두 선분과 직선이 이루는 각이 같게 되게 할 수 있느냐는 문제이다. 이는 원형의 당구대에서 당구공이 주어진 자리에서 테이블의 가장자리에 부딪혀 튀어나오며 다른 자리에 있는 공을 맞추는 것과 같다. 문제를 광학에 적용한 것은 “주어진 광원과 구면 거울에서 빛이 관찰자에게 반사되는 지점을 찾아라”라는 문제이다. 이 문제를 풀기 위해 알하이삼은 4차 방정식을 풀어야 했고, 수학적 귀납법의 초보적인 형태를 이용하여 정수 거듭제곱의 합을 구하는 쉽게 일반화 가능한 기법을 개발하였다. 그는 어떤 적분의 합을 구하는 공식을 빠르게 찾는 방법을 일반화하여 발전시켰다. 그는 포물면의 부피를 구하기 위해 이 기법과 적분을 응용하였다. 또한 이로써 알하이삼은 4차 다항식까지의 다항식의 적분값을 알아낼 수 있었다. 알하이삼은 원뿔 곡선과 기하학적 기법을 이용하여 알하젠의 문제를 풀었으며, 이후에 많은 사람들이 대수적 기법으로 이를 해결하려 시도했으나 1997년에서야 옥스포드 수학자인 피터 뉴먼이 해결한다. 최근에는 미쓰비시 전기 연구소의 연구자인 아미트 아그라왈, 다구치 유이치, 스리쿠마르 라말링감 등은 알하젠 문제를 확장하여, 이를 쌍곡, 포물, 타원을 포함한 대칭을 이루는 2차곡면의 거울에 대해 풀었다. 그들은 거울의 반사점을 대부분의 일반적인 경우에 대해 8차 방정식을 써서 찾아낼 수 있다는 것을 보였다. 만약 카메라나 눈이 거울의 축에 위치한다면, 방정식의 차수는 6차로 줄어든다. 알하젠의 문제는 구체로부터의 복합적인 굴절에 대해서도 확장시킬 수 있다. 주어진 광원과 구체의 굴절률로 빛이 관찰자의 눈으로 굴절하는 구체에서의 가장 가까운 지점을 10차 방정식을 통해 구할 수 있다.

## 물리학 업적

### 광학 논문
알하이삼은 광학에 대해서 《광학의 서》 외에도 여러 편의 논문을 썼다. 《빛에 대한 논고》는 《광학의 서》의 보충판으로, 다양한 투명도의 매질을 통한 빛의 밝기와 분산의 성질에 대한 더 나아간 연구 내용을 포함하고 있으며, 시지각의 환영과 눈 해부학에 대한 조사를 수행하기도 했다. 그는 최초의 암상자와 카메라 옵스큐라를 만들고, 대기 밀도와 무지개에 대한 기상학을 연구했다. 다양한 천체 현상들을 조사하기도 하였으며, 굴절과 반사광학, 구면 광학, 구면 거울, 확대경에 대해 연구하기도 했다.
논문 《지혜의 균형》에서 알하이삼은 고도에 따른 대기의 밀도에 대해 논한다. 그는 대기 굴절에 대해서도 연구하였고, 땅거미가 오직 태양이 지평선으로부터 19도 아래에 있을 때 중단되고 시작하는 것을 발견하고 그것을 기반으로 대기의 높이를 재려고 시도했다. 그는 태양광선이 대기에 의하여 꺾이는 현상으로부터 대기층의 두께를 설명하였고, 입사각과 반사각의 비례가 일정하다는 것을 증명하였다. 그의 이론은 유럽에 큰 영향을 끼쳤고, 프톨레마이오스 이래 광학이론에 중요한 공헌을 한 과학자로 평가받고 있다.

### 천체 물리학
그의 저서 《천문학의 전형》에서 알하이삼은 천체들이 물리학의 법칙을 따른다는 것을 발견한다. 알하이삼의 《지혜의 균형》 은 정역학, 천체물리학, 천체역학에 관련된 연구를 다루고 있다. 그는 질량 사이의 인력에 대한 이론을 논의했으며, 이로써 그는 중력에 의해 일어나는 거리에 따른 가속도를 인지하고 있었던 것으로 보인다. 《월광에 관하여》는 중력 중심에 대해 다루는 논문인데, 12세기 압드 아르라흐만 알카지니의 작업을 통해 알려진 것을 제외하고는 이에 대해 알려진 것은 많지 않다. 이 논문에서 알하이삼은 지구의 중심으로부터의 거리에 따라 물체의 무거운 정도가 다르다는 이론을 만들어 낸다.

《광학의 서》 이전에 쓰여진 《월광에 관하여》는 물리학과 수학적 천문학을 결합하는 첫 번째 성공적인 시도였으며 실험적 방법을 천문학과 천체물리학에 적용하는 최초의 시도였다. 그는 달이 태양빛을 거울처럼 반사한다고 일반적으로 알려진 당대의 학설이 틀렸음을 입증하고,‘태양의 빛이 부딪힌 표면의 부분에서 빛을 낸다’고 결론 지었다.‘빛은 달의 밝은 표면에서 모든 부분에서 발산된다’는 것을 입증하기 위해 그는 기발한 실험도구를 만든다. 마티아스 슈람(Matthias Schramm)은 알하이삼에 대해 다음과 같이 말했다. 
이상적인 수학적 모형과 복잡하지만 관측 가능한 현상 사이의 관계에 대해 명료한 개념을 만들어 냈다. 특히 그는 달빛이 두 작은 구멍을 통해 상에 비춰지며 나타나는 광점의 세기가 한 구멍이 서서히 가려짐에 따라 지속적으로 줄어드는 것을 보이는 실험에서 균일한 방법으로 실험 조건을 바꾸는 체계적인 사용법을 처음으로 만들어 사용했다. 

### 역학
알하이삼의 《위치에 관한 논고》는 물체의 움직임에 대한 동역학과 운동학 이론을 논하고 있다. 그는 물체는 외부의 힘이 멈추게 하거나 방향을 바꾸도록 하지 않는 한 영구히 움직인다고 주장했다. 알하이삼의 관성에 대한 개념은 실험으로 확인되지 않았으나, 몇 세기 후 갈릴레오 갈릴레이가 알하이삼의 원칙을 되풀이하며, 마찰력의 개념을 소개함으로써 실험적 결과를 제공했다.
《위치에 관한 논고》에서 알하이삼은 아리스토텔레스의 자연이 진공을 싫어한다는 관점에 동의하지 않았으며, 공간은 물체의 내부 표면 사이의 3차원 진공이라는 것을 입증하기 위해 기하학을 이용했다.

## 천문학 업적

### 프톨레마이오스에 대한 의문
《프톨레마이오스에 대한 의문》이나 《프톨레마이오스에 대한 아포리아》로 다양하게 번역되는 그의 저서 《앗슈쿠크 알라 바틀람유스(Al-Shukūk ‛alā Batlamyūs)》는 1025년부터 1028년 사이에 출판되었다. 알하이삼은 《알마게스트》와, 《행성 가설》, 《광학》을 포함한 프톨레마이오스의 많은 저서를 그가 찾은 다양한 결함을 지적하며 비판했다. 그는 프톨레마이오스가 천문학을 소개하며 사용한 등식과 같은 수학적 도구들이 균일한 원운동에 대한 물리적 요구를 만족시키는 데에 실패했다고 생각했으며, 실제 물리적 운동의 가상의 수학적 점, 선, 원에 대한 모순을 언급하며 프톨레마이오스 시스템의 물리적 현실성에 대한 가차없는 평론을 썼다.
프톨레마이오스는 존재할 수 없는 배열을 가정했는데, 그 배열이 그의 상상에서 만들어졌기 때문에 그가 오류를 범할 수 있는 가능성을 배제할 수 없었다. 사람에게 원과 그 안에서 도는 행성을 상상하게 한다 하여 행성의 실제 움직임을 가져다 주는 것은 아니다.
더 나아가, 과학적 입증을 강조하는 알하이삼은 ‘체면을 세우기 위해’ 입증되지 않은 추측에 의한 이론들을 사용한 프톨레마이오스의 모형을 실험, 관찰, 실증적인 면에서 비판했다. 프톨레마이오스의 모델을 아리스토렐레스의 자연철학과 양립할 수 없는 것으로 비판했던 다른 후대의 천문학자들과 달리, 알하이삼은 경험에 의존한 실증적인 관찰과 내부 결함을 주로 지적했다.
《프톨레마이오스에 대한 의문》에서 알하이삼은 과학적 지식을 얻는 어려움에 대해 언급하고 있다.
진실은 그 자체로서 탐구되지만, 그가 알리던 진실들은 불확실성과 과학적 권위에 빠져 있으며, 이는 오류로부터 무조건 벗어날 수 있는 것이 아니다 … 
그는 존재하는 이론들을 비판했고, 이것은 그의 책의 거의 대부분을 차지했다. 이러한 과정을 통해 그는 과학적 지식이 성장할 수 있는 특별한 공간을 만들어 놓았다.
그러므로, 진실을 찾는 자들은 선대 학자의 작품을 배우고 그 성향을 따라가면서 그를 단순히 믿는 사람이 아니며, 그에 대한 스스로의 신념을 의심하고, 그로부터 무엇을 거두어 들일 수 있는지 의문을 갖는 사람이며, 불완전과 결핍 투성이의 본성을 가진 인간에 대해 말하지 않으며 실증과 논쟁을 받아들이는 사람이다. 이렇게 하여 만약 진실이 그의 목표라면, 과학자들의 저작을 조사하는 사람의 의무란 그가 읽은 모든 것으로부터 그 스스로를 적으로 만드는 것이며, 그 내용의 중심과 가장자리를 그의 마음에 적용시키며 모든 면으로부터 공격해야 하는 것이다. 그는 비판적인 조사를 실행함에 있어서도 그 스스로를 끊임없이 의심해야 하며 그로써, 그는 편견과 관대함을 피할 수 있게 된다. 

### 우주관
프톨레마이오스에 대한 직접적인 그의 비판에도 불구하고 《세계의 배치》에서 알하이삼은 천구의 물리적 구조에 대한 자세한 설명을 하며 천동설이 물리적으로 타당함을 수용한다.
그는 《세계의 배치》에서 다음과 같이 말했다.
지구 전체는 둥근 구이며 지구의 중심은 세계의 중심이다. 이것은 중심에서 어느 방향이나 어떠한 움직임으로도 움직이지 않고 고정되어 있으며 항상 멈추어 있다.
그는 프톨레마이오스의 수학적 모델로부터 물리적 실제를 발견하려 시도함과 동시에, 프톨레마이오스의 행성 운동 각 요소로부터 단일 구의 개념을 발전시켜 나갔다. 이 작업은 13, 14세기에 히브리어와 라틴어로 번역되었으며 유럽 중세시대와 르네상스 시대에 게오르크 폰 포이어바흐와 같은 천문학자들에게 영향을 주었다.

### 일곱 행성의 운동에 대한 모형
《일곱 행성의 운동에 대한 모형》은 알하이삼이 1038년에 쓴 천문학에 관한 책이다. 이 책의 실존하는 원고는 최근에 들어서야 발견되었는데, 아직 상당부분을 발견하지 못해 출판되지는 못했다. 《프톨레마이오스에 대한 의문》과 《의문의 해결》에 이어 알하이삼은 이 책에서 프톨레마이오스주의에서 벗어난 최초의 행성 모형을 제안하고 설명하면서 천체 동역학에 대한 체계적인 연구를 수행하였다. 그의 연구는 우주론에는 관련되지 않은 철저한 기하학적 연구였으며, 이는 무한소 기하학의 급격한 발전을 가져오기도 하였다.
개혁적이며 관찰을 바탕으로 한 그의 모형은 최초로 이심원을 사용하지 않은 천체 모형이었고, 천문학에서 자연철학을 분리해내었으며, 우주론과 천체 동역학을 구별하여 자유롭게 연구할 수 있음을 보여주었다. 또한 모형을 세울 때 물리적 실체를 기하학적 대상으로 환원시켜 연구하였다. 그의 모형은 몇 세기 후에 제안된 요하네스 케플러의 모형처럼 운동의 중심이 물리적인 중요성과 관련 없는 단순한 기하학적 점이라는 사실 및 지구의 자전을 포함하고 있다.
이 책에서 알하이삼은 오컴의 면도날과 관련된 초기 생각을 서술하기도 했다. 그는 천체 모형을 세울 때 지구에서 관찰할 수 없는 우주론적 가설들을 제거하기 위하여 최소한으로 필요한 가정만을 세워 천체 운동을 결정하는 여러 성질들을 설명했다.

### 기타 천문학 업적
알하이삼은 점성술에서 천문학을 구별하였고, 점성술에 대해 이의를 제기했다. 그는 당대의 점성술사들이 경험보다는 추측에 근거한 방법들을 사용하였고, 이슬람의 정통 교리와 충돌하는 관점을 가지고 있었기 때문에 점성술을 비판했다.
또, 알하이삼은 《은하수에 관하여》라는 논문을 저술하였다. 이 논문에서 알하이삼은 시차와 우리 은하에 관한 문제들을 해결하였다. 고대에 아리스토텔레스는 은하수가 “크고 많으며 서로 근접해 있는 몇 개의 별들이 내뿜은 불길에 의한 점화”로 인해 발생한다고 믿었으며, “점화는 세계 각 지역 중 하늘의 움직임과 연속적인 곳의 대기의 상층 부분에서 일어난다”고 믿었다. 알하이삼은 이것을 반박했고, 은하수가 시차를 가지지 않기 때문에 지구에서 매우 멀리 떨어져 있고, 대기에는 속해 있지 않다고 결론지었다. 그는 이 논문에서, 만약에 은하수가 지구의 대기에 위치하고 있으면, 누군가가 다른 고정된 별들과의 상대적인 위치 차이를 발견했어야 한다고 하였다. 그는 은하수의 시차를 측정하기 위한 두 가지 방법을 제시했다. 어떤 이가 서로 다른 두 시간에 같은 장소에서 은하수를 관찰하거나, 서로 다른 두 장소에서 동시에 은하수를 관찰하는 방법이었다. 그는 은하수의 시차를 관찰하고 측정하기 위한 최초의 시도를 하였고, 그것을 통하여 은하수가 시차를 가지지 않기 때문에 지구의 대기에 존재하지 않는다고 결론을 내렸다.
1868년에 무함마드 왈리 이븐 무함마드 자아파르(Muhammad Wali ibn Muhammad Ja'far)는 그의 책 《시가르프 나마(Shigarf-nama)》에서 알하이삼이 그의 논문 《마라팁 앗사마(Maratib al-sama)》에서 행성들이 태양 주위를 공전하고, 태양이 지구 주위를 공전하는 튀코 브라헤의 모형과 유사한 행성 모형을 고안했다고 주장하였다. 하지만 이 논문은 지금까지 알려진 알하이삼의 저서 목록에 존재하지 않기 때문에 현재 이 주장의 사실 여부를 확인하는 것은 불가능하다.

## 수학 업적
에우클레이데스와 사비트 이븐 꾸라에 이어 알하이삼은 수학 분야에도 업적을 남겼다. 그는 원뿔 곡선과 정수론을 체계화하였고, 해석기하학의 초기 연구 중 일부를 수행했으며, 대수학과 기하학의 연결에 대한 초보적인 연구도 진행하였다. 이러한 연구들은 결국 후에 르네 데카르트의 해석기하학과 아이작 뉴턴의 미적분학의 발전에 영향을 끼쳤다.

### 기하학
기하학에서 알하이삼은 해석기하학을 발전시켰고 대수학과 기하학의 연결에 관한 연구를 확립시켰다. 그는 최초로 100개의 자연수를 더하는 공식을 발견했고, 기하학적으로 그 공식을 증명했다.
알하이삼은 귀류법을 이용하여 에우클레이데스의 기하학 원론의 5번째 공리인 평행선 공준을 증명하기 위한 최초의 시도를 했다. 그 과정에서 그는 운동과 변환의 개념을 기하학에 도입했다. 그는 보리스 아브라모비치 로젠펠트가 '이븐 알하이삼-람베르트 사변형'으로 명명하기도 한 람베르트 사변형을 공식화하였고, 그의 증명 시도에서는 플레이페어의 공리와의 유사성도 발견된다. 람베르트 사변형을 포함한 그의 사변형에 관한 정리들은 타원 기하학과 쌍곡선 기하학에 관련된 최초의 정리들이었다. 플레이페어의 공리와 같은 그의 대안 공리들과 정리들은 비유클리드 기하학의 시작을 알리는 신호라고 볼 수 있다. 그의 연구들은 후에 페르시아 기하학자인 오마르 하이얌과 나시르 앗딘 앗투시, 유럽의 기하학자인 비텔로, 게르소니데스(레비 벤 게르숀), 알폰소, 존 월리스, 조반니 지롤라모 사케리, 크리스토퍼 클라비우스 등의 연구에 큰 영향을 끼쳤다.,
유클리드 기하학에서 알하이삼은 원적 문제를 풀기 위하여 활꼴의 넓이를 이용하는 등의 시도를 했으나, 후에 불가능한 일이라 생각하고 포기했다. 그는 에우클레이데스 기하학이나 아폴로니오스, 아르키메데스 기하학의 문제들을 해결하기 위한 시도를 했고, 그들 중 몇 개의 문제에 대해서는 최초의 해답을 찾기도 하였다.

### 정수론
알하이삼이 정수론에 남긴 업적 중에는 완전수에 관한 연구가 있다. 그의 저서 《분석과 종합》에서 알하이삼은 처음으로 모든 짝수인 완전수들은 2n−1(2n − 1)의 형태를 가지게 된다는 것을 알아내었다(이때 2n - 1는 소수이다.). 하지만 그는 이 연구 결과를 성공적으로 증명할 수는 없었고, 오일러가 18세기에 증명하게 된다.
알하이삼은 합동과 관련된 문제들을 지금은 윌슨의 정리라 불리는 정리를 이용하여 풀었다. 그의 《논집(Opuscula)》에서 그는 합동식의 해에 대하여 고찰하였고, 두 개의 일반적인 해를 구하는 방법을 제시하였다. 그 첫 번째 방법은 윌슨의 정리를 포함한 표준적인 방법을 이용하는 것이고, 두 번째 방법으로는 중국인의 나머지 정리를 이용하였다.

## 다른 업적들

### 소리가 동물 행동에 미치는 영향
심리학과 음악학에서 알하이삼은 《음악이 동물들의 영혼에 가지는 영향에 관한 논고》라는 논문을 썼다. 이것은 음악이 동물에게 가지는 영향에 관한 최초의 논문이었다. 이 논문에서 그는 어떻게 음악을 이용해서 낙타의 걸음 속도를 빨라지거나 느려지게 할 수 있는지를 보여주었고, 음악이 동물행동학과 동물심리학에 어떤 영향을 줄 수 있는지에 대한 다른 예시들도 보여주었으며, 말, 새, 파충류 등으로 실험까지 하였다. 19세기까지 서양의 거의 대부분의 학자들이 음악은 독특한 인간만의 현상이라고 믿었다. 하지만 그 후의 실험들을 통해 음악이 실제로 동물들에게 영향을 끼친다는 알하이삼의 생각이 옳다는 것이 입증되었다.

### 공학
당시 행정가이자 공학자로서 알하이삼의 명성은 매우 높았다. 알하이삼이 살고 있을 당시 이집트의 칼리프는 역사적으로 악명이 높은 알하킴이었다. 알하킴은 알하이삼을 토목 기사로써 나일강의 홍수를 조절하게 하기 위해 이집트로 불렀다. 알하이삼은 매년 일어나는 나일강의 범람을 정밀하게 공학적으로 연구했으며, 현재에 아스완 댐이 있는 위치에 댐을 건설할 계획을 세웠다. 당시 알하이삼은 이집트에서 알하킴의 행정가이자 재상이었다.
하지만 현장 작업을 통해 그는 계획이 실현 불가능함을 깨달았고, 이집트 나일강 계획은 수포로 돌아갔다. 이때 알하킴의 잔인성이 점점 심해지자, 알하이삼은 죽음의 공포를 느꼈다. 그는 재상직을 사퇴하고 싶었지만, 알하킴은 그의 사퇴를 받아들이지 않았고, 알하이삼은 살기 위해서 미친 행세를 했다고 한다. 알하킴은 미쳐버린 알하이삼의 재상직을 박탈했고, 알하이삼은 알하킴이 죽을 때까지 광인 행세를 하면서 살았다고 한다. 하지만 이슬람 학자들에 대한 방대한 기록들이 거의 대부분 소실된 상태이기 때문에, 이 또한 사실인지 잘 알 수 없다.
알카지니에 의하면 알하이삼은 물시계의 제작에 대한 논문 또한 썼다고 한다.

### 철학
초기 이슬람 철학에서 알하이삼은 그의 저서인 《위치에 관한 논고》에서 아리스토텔레스의 위치에 대한 개념을 비판했다. 아리스토텔레스는 자신의 저서인 《자연학》에서 어떤 물체의 위치는 가만히 멈추어 있고 그 물체가 담고 있는 내용물과 접촉하는 내용물의 2차원 경계라고 하였다. 알하이삼은 이것에 반대하였고, 위치(al-makan)는 물체의 내부 표면 사이에 있는 상상 속의 3차원 진공이라고 설명하였다. 그는 위치가 공간과 유사하다는 것을 보였고, 이것은 후에 르네 데카르트가 17세기에 소개한 연장(extensio) 개념의 전조이다. 《위치에 관한 논고》에 이어 그는 《위치에 관한 담화》를 저술했는데, 이 논문에서 그는 그가 수학적 관점에서 거부한 아리스토텔레스의 철학적 위치 개념과는 반대로 위치의 기하화에 관한 기하학적 논증을 보여주었다. 이에 대하여 아리스토텔레스의 위치에 관한 철학적 관점의 지지자였던 압드 알라티프는 후에 《이븐 알하이삼의 위치에 관한 반박(Fi al-Radd ‘ala Ibn al-Haytham fi al-makan)》에서 위치의 기하화를 비판하기도 하였다.
알하이삼은 그의 저서인 《광학의 서》에서 공간 지각과 그 인식론적 암시에 대하여 이야기하기도 하였다. 그는 에우클레이데스와 프톨레마이오스에 의해 지지되었던 이전의 시각의 방사 모형과는 다른 시각의 흡수 모형을 제안하였고, 이것을 실험적으로 증명하였다. 이러한 업적은 사람들이 공간의 시각적 지각을 이해하는 방법에 큰 영향을 끼쳤다. 알하이삼은 공간의 시각적 지각을 자신이 얻는 신체적 경험과 관련지었고, 이는 직관적으로 이해되던 공간 지각을 명료하게 하였다. 또한 방사 모형과 달리 외부의 빛이 눈으로 들어와 시각적 지각을 얻는다고 말함으로써 시각이 자유롭지 않음을 말했다. 직접 만져서 알 수 있는 사실이 아니라면, 거리나 크기의 상호관계에 대해 시각은 우리에게 거의 아무 정보도 제공할 수 없다고 알하이삼은 설명했다.

### 신학
이슬람의 어느 분파를 믿었는지는 확실하지 않지만, 알하이삼은 독실한 무슬림이였다. 지아웃딘 사르다르(Ziauddin Sardar)와 로렌스 베타니에 따르면 무으타질라파와 반대되는 수니파의 아슈아리파 신도였을 수도 있고, 피터 에드워드 호지슨에 따르면 무으타질라파의 신도였을 수도 있고, 압델하미드 사브라(Abdelhamid I. Sabra)에 따르면 시아파의 신도였을 수도 있다.
알하이삼은 이슬람 신학에 관한 책을 썼는데, 거기서 그는 예언자의 지위에 관해서 이야기했고, 그 시대의 거짓 주장자를 분별해낼 철학적 기준 체계를 발전시켰다. 그는 또 《계산으로 끼블라의 방향을 찾는 법》이라는 논문을 썼는데, 여기서 그는 살라트를 할 때에 신자들이 향하는 방향인 끼블라를 수학적으로 찾는 방법을 제시했다.
그는 저서 《프톨레마이오스에 관한 의문》에서 이렇게 말했다.
진실은 고유한 목적에 의해서 찾아진다 … 진실을 찾는 것은 어렵고, 그 과정은 험난하다. 어둠 속에 빠진 진실들은 … 하지만 신은 오류로부터 과학자들을 보호하지 않아왔고, 결점들로부터 과학을 보호하지도 않았다. 만약에 신이 그러하지 않았다면, 과학자들은 과학의 어떤 부분들에 대해서도 서로 다른 의견을 가지지 않았을 것이다.
그러므로, 진실을 찾는 자들은 선대 학자의 작품을 배우고 그 성향을 따라가면서 그를 단순히 믿는 사람이 아니며, 그에 대한 스스로의 신념을 의심하고, 그로부터 무엇을 거두어 들일 수 있는지 의문을 갖는 사람이며, 불완전과 결핍 투성이의 본성을 가진 인간에 대해 말하지 않으며 실증과 논쟁을 받아들이는 사람이다. 이렇게 하여 만약 진실이 그의 목표라면, 과학자들의 저작을 조사하는 사람의 의무란 그가 읽은 모든 것으로부터 그 스스로를 적으로 만드는 것이며, 그 내용의 중심과 가장자리를 그의 마음에 적용시키며 모든 면으로부터 공격해야 하는 것이다. 그는 비판적인 조사를 실행함에 있어서도 그 스스로를 끊임없이 의심해야 하며 그로써, 그는 편견과 관대함을 피할 수 있게 된다. 
또한 《구부러진 운동》에서 알하이삼은 다음과 같이 저술했다.
고귀한 셰이크가 진술한 바에 따르면, 그는 증명이나 논증에 의지하지 않고 순수한 모방(taqlid)으로 인해 프톨레마이오스가 말한 모든 것을 그대로 믿는 것이 분명하다. 이것이 계시적 전통을 연구하는 전문가들과 예언을 믿는 자들이 신의 축복이 그들에게 함께 하게 하는 방법이다. 하지만 이것은 논증적 탐구를 우선적으로 믿는 수학자들이 생각하는 방식과는 큰 차이가 있다. (원문 직역)
알하이삼은 자신의 신학을 이렇게 설명했다:
나는 지속적으로 지식과 진실을 찾았고, 그 결과 나의 신념은 신에게 가까워지고 신의 광채에 접근하기 위해서는 지식과 진실을 찾는 것보다 좋은 방법이 없다는 것이 되었다. 

## 알하이삼의 문헌
1. 《광학의 서》
2. 《분석과 종합》
3. 《지혜의 균형》
4. 《알마게스트의 수정》
5. 《위치에 관한 담화》
6. 《극의 정확한 결정》
7. 《자오선의 정확한 결정》
8. 《계산으로 끼블라의 방향을 찾는 법》
9. 《수평 해시계》
10. 《시간선》
11. 《프톨레마이오스에 대한 의문》
12. 《월광에 관하여》
13. 《원뿔곡선론의 완성에 관하여》
14. 《별의 관측에 대하여》
15. 《원적 문제에 관하여》
16. 《불타는 구에 관하여》
17. 《세계의 배치》
18. 《식蝕의 종류에 관하여》
19. 《별빛에 관하여》
20. 《은하수에 관하여》
21. 《그림자의 본질에 관하여》
22. 《무지개와 광륜에 관하여》
23. 《논집》
24. 《알마게스트에 관한 의문의 해결》
25. 《구부러진 운동에 관한 의문의 해결》
26. 《천문학 작업의 정정》
27. 《행성의 서로 다른 높이》
28. 《메카의 방향》
29. 《일곱 행성의 운동에 대한 모형》
30. 《우주의 모형》
31. 《달의 운동》
32. 《구부러진 운동》
33. 《빛에 대한 논고》
34. 《위치에 관한 논고》
35. 《음악이 동물들의 영혼에 미치는 영향에 관한 논고》

## 같이 보기
- 수학사
- 이론물리학
- 물리학의 역사
- 과학사
- 이슬람의 황금기